# Су де Ис Сеис (Каљари)
Су де Ис Сеис је насеље у Италији у округу Каљари, региону Сардинија.
Према процени из 2011. у насељу је живело 33 становника. Насеље се налази на надморској висини од 137 м.